# تشيو هي
تشيو هي (بالصينية: 仇和) هو سياسي صيني، ولد في يناير 1957 في الصين. حزبياً، نشط في الحزب الشيوعي الصيني. وقد انتخب عضو مجلس الشعب الصيني ‏ خلال فترته النيابية ‏.